# 空挺館
空挺館（くうていかん）は、千葉県船橋市の陸上自衛隊習志野駐屯地内にある展示施設である。前身は1911年に騎兵連隊御馬見所として天皇や皇族が馬術などの観賞を目的に建てられた迎賓館用途の建物である。習志野名所のひとつ。

## 由緒
第二次世界大戦前までは、東京帝国大学、陸軍士官学校、陸軍騎兵学校の卒業式には天皇が臨席のもと行われていた。その中でも騎兵は、当時の陸軍の中心（歩兵、騎兵、砲兵、工兵等の各兵科から編制）をなしていた事から重要視されていた。また、明治天皇は単なる騎兵隊の戦術のみへの関心に止まらず、常に乗馬・馬術にも慣れ親しんでいたことから東京都目黒区駒場にあった同学校に行幸するとともに、卒業式の当日に行われる部隊練武や個人馬術等の演目は、必ず全てを総覧していた。
1887年（明治20年）頃に行われた終業式においては雨の中、全ての演武が終了するまで全身ずぶ濡れで立ち尽くすなど、側近や陸軍内部内で論議が起きていた。その中、1911年（明治44年）に明治天皇が陸軍騎兵実施学校へ行幸する際、専用の御馬見所として創建されたのが空挺館の起源である。その後、1916年（大正5年）に同学校が習志野原に移転した際には御馬見所も移築され、天皇・皇族が各種馬術や卒・終業式を観覧する為の迎賓館、入隊した皇族の為の宿舎として使われていた。
昭和時代後期（第二次世界大戦後）は進駐軍（米陸軍第1騎兵師団）に接収され、司令官の宿舎として使用された。そのため内部にはペンキで塗装されたり、英字が彫られた跡が残されている。 愛称として「迎賓館」「皇族館」「皇族舎」などと呼ばれていたが、1962年（昭和37年）に「空挺館」と改名された。
現在では、1階には陸上自衛隊第1空挺団の資料が展示され、2階には「空挺部隊の歴史」として、帝国陸軍挺進団の資料（バレンバン空挺作戦、義烈空挺隊）・帝国陸軍騎兵関係資料・兵器関係資料が展示されている。

## 建物の様式・特徴

### 外観

空挺館の平面図と立面図

建物はコロニアル様式を基調とする様式だが、陸軍内の施設の為、外観はほとんど装飾がなく簡素なものとなっている。創設当初は、2階ベランダの上に千鳥破風が付いているなど和洋混在の外観だったが、移築の際に一部改築が加えられ、現在のような洋館らしい姿に整えられた。

### 内観
晩年の明治天皇の体力に合わせた設計がなされており、正面の玄関を入るとすぐ傾斜のゆるやかな帝王階段があり、バルコニーの手前のホールに至るようになっており、バルコニーに至る動線が最短になるように配慮されている。当時、バルコニーからは二宮台（陸軍習志野演習場の一部）と呼ばれた馬術の訓練地が展望できたといわれている。窓に使用されているガラスは建築当時のままであり、よく観察してみると、窓ガラス表面に歪みが確認できる。各部屋はシンメトリックなプラン構成のもと配置がなされており、各室間は段差が無い、ゆとりのある動線で結ばれている。内部の各室入口上にはペディメントがつけられ、2階ベランダの扉には菊御紋の模様が彫られているなど、簡素な外観とは異なる重厚な装飾が施され、陸軍の形式というよりは宮中の施設の形式に近い仕上げがなされている。

## 保存状況
1992年（平成4年）に船橋市指定文化財に指定されたが、防衛庁の働きによって2年位で解除されてしまった。保存に向け修復計画が進行しており、一部の市民の寄付と協力によって補修工事が行われた経緯がある。この建物は当時の習志野原と明治天皇の関わりを知る手がかりとして貴重であり、専門家の間では活用しながら保存をしていくことの出来る国の登録有形文化財への指定を推進している。 

## 交通
- 京成松戸線 習志野駅から徒歩約10分
- JR東日本 津田沼駅から京成バス千葉セントラル3番乗り場「自衛隊前」下車

※建物がある第1空挺団では4月（2日間）と8月（3 - 4日間）に祭事が行われており、空挺館も一般に開放されている。　